# Фоберже
Фоберже, також Fauxbergé (рос. фальшберже) — це термін, винайдений для загального опису предметів, що імітують вищу якість або статус, а в конкретному значенні стосується Дому Фаберже — російської ювелірної фірми, заснованої в 1842 році в Санкт-Петербурзі та націоналізованої більшовиками в 1918 році. Вперше цей термін згадується в публікації аукціоніста і автора книги про Фаберже ерцгерцога Гези Австрійського у статті "Fauxbergé", опублікованій у журналі "Мистецтво та аукціон" у 1994 році. Він також використовував його під час виставки "Фаберже в Америці" у  1996 році та на наступних пізніших виставках.

## Історія справжніх предметів
Виробництво предметів Фаберже близько 1900 року охоплювало набагато більшу кількість виробів, ніж прийнято вважати. Причиною цього було те, що було завершено лише 50 імператорських яєць, тоді як загальні предмети та ювелірні вироби Фаберже могли існувати у великій кількості. Підраховано, що компанія Фаберже виготовила понад півмільйона виробів у період з 1842 по 1917 рік. Вважається, що в період розквіту компанії, коли на ній працювало понад 500 майстрів і дизайнерів, а Пітер Карл Фаберже очолював фірму протягом 35 років, було виготовлено понад 200 000 виробів — від шпильок, брошок, браслетів, діадем, ручок для парасольок, рамок для картин, квіткових композицій, подарункових коробок, табакерок, портсигарів, футлярів для годинників і до всіляких предметів мистецтва — в період між 1882 і 1917 роками. Свого часу Фаберже був найвідомішим і найціннішим ювелірним брендом у світі, значно випередивши Картьє та інших.
Флагманський магазин і головна майстерня компанії знаходилися в Санкт-Петербурзі (1842). Пізніше було відкрито ще чотири філії: у Москві (1887), Одесі (1901), Лондоні (1903) та Києві (1906).
У відповідь на зростаючий попит, окрім власних майстерень, Карл Фаберже співпрацював з низкою зовнішніх майстерень, якими керували так звані майстри, що очолювали команду ремісників — ювелірів, емальєрів, золотих справ майстрів, дизайнерів тощо. Ці напівнезалежні майстерні спеціалізувалися в певній галузі, наприклад, на виготовленні оправ, срібних виробів, різьблених кам'яних тварин і т.д. Кожна з них мала свій власний стиль, а майстер володів власною фірмою під егідою Фаберже, підписуючи свої творіння власними ініціалами  разом з фірмовим знаком Фаберже. За словами Габсбурга, надійний спосіб відрізнити підробки полягає в тому, що Фаберже завжди використовував максимум два клейма, і що на більшості копій їх більше двох.
Імітатори були проблемою вже під час розквіту компанії, і не завжди можна відрізнити найкращі роботи петербурзьких ювелірів Івана Бріцина, Олександра Тілландера чи Карла Гана від масової продукції Фаберже. Інші конкуренти, такі як Cartier та Tiffany's, також почали продавати подібні предмети і навіть закуповували їх з тих самих джерел, особливо кам'яних тварин, на яких ніколи не ставили клейма чи гравіювання, і які можна сплутати з оригіналами Фаберже.

## Видатні постаті

### Арманд Хаммер

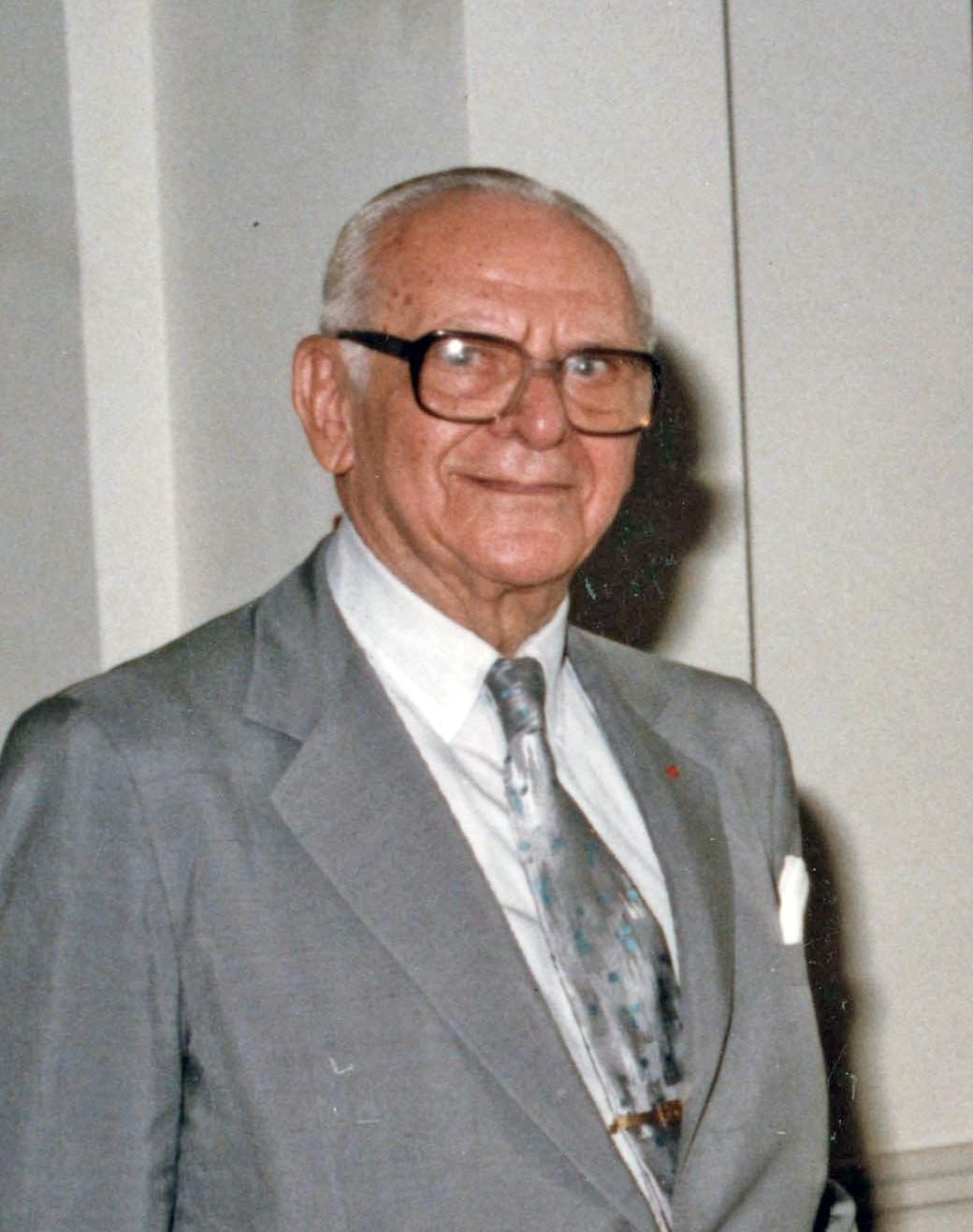
Арманд Хаммер у 1982 році.

Арманд Хаммер був відомим дилером Фаберже та Фоберже. За словами ерцгерцога Гези Австрійського, брат Армана Віктор Хаммер розповів, що сталінський торговий комісар Анастас Мікоян надав Арману інструменти для маркування Фаберже з метою продажу підробок, а Віктор згадував про розпродаж 1938 року в Нью-Йорку, який він організував разом з Арманом і який приніс кілька мільйонів доларів і складався як зі справжніх, так і з підроблених предметів, а комісійні повернулися до Мікояна.
Книга Едварда Джея Епштейна "Досьє: Таємна історія Армана Хаммера" також підтверджує, що він використовував "набір печаток майстерень Фаберже, щоб підробляти непідписані предмети в задній кімнаті" і "таким чином зміг значно розширити пропозицію Фаберже". Згідно з розповіддю, в якій він описує цей процес своїй коханці:
Його обличчя сяяло гордістю, він продемонстрував Бетті, як за допомогою інструментів дев'ятнадцятого століття можна отримати справжній підпис Фаберже. Він розповів їй, як колекціонери, які вважали себе експертами з Фаберже, були обдурені підробками. Він дозволяв їм самостійно знайти "підпис", а потім, якщо вони розповідали йому про це, вдавав здивування. Таким чином, Хаммер отримував не лише грошовий прибуток від продажу, але й почуття вищості від того, що перехитрив покупця творів мистецтва.

## Олександр Іванов

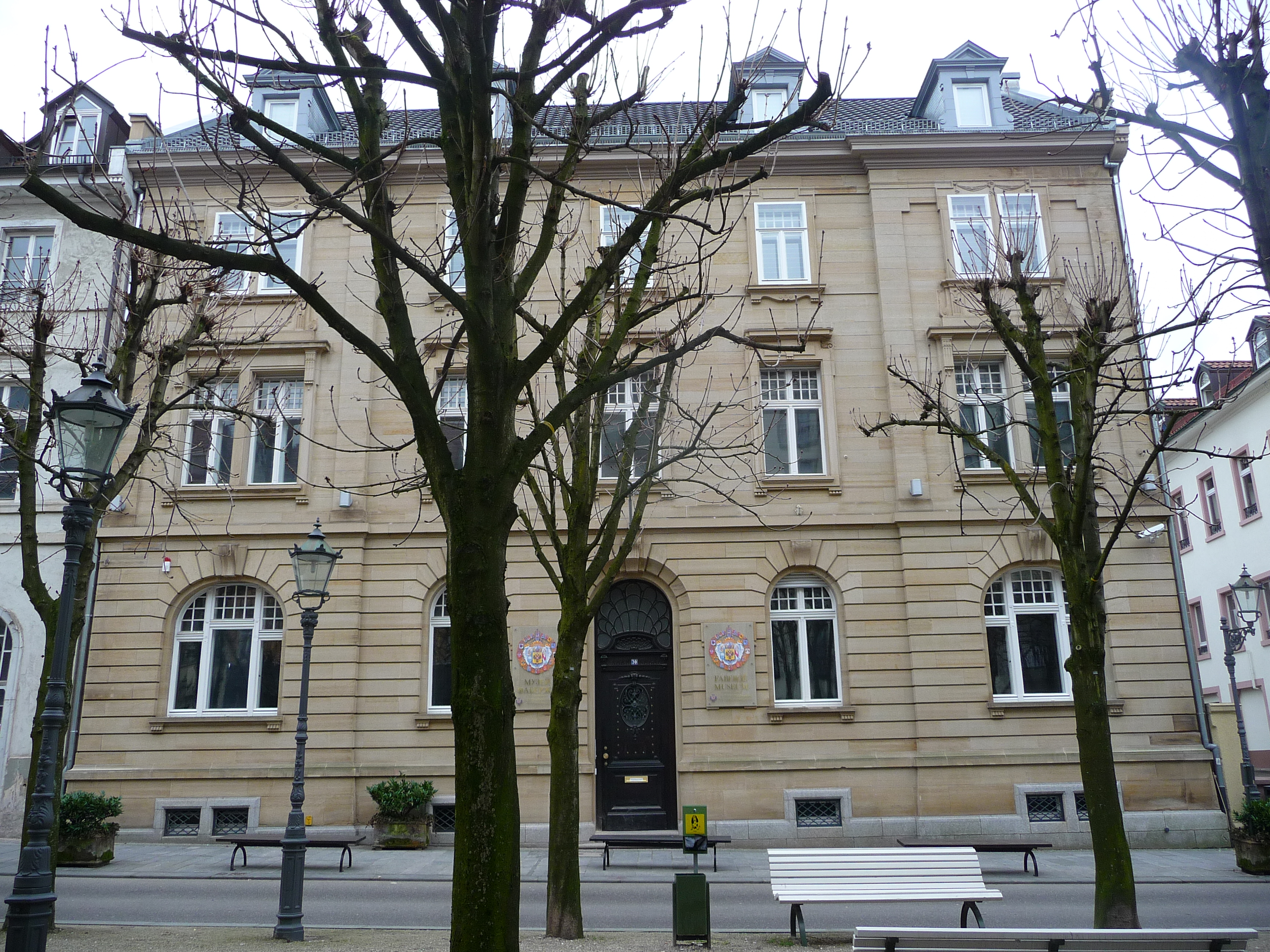
Музей Фаберже Іванова в Баден-Бадені (Німеччина), де експонуються твори як Фаберже, так і Фоберже.

У січні 2021 року арт-дилер, що спеціалізується на російському мистецтві та Фаберже, у відкритому листі до директора Ермітажу Михайла Піотровського та пізніших статтях засудив виставку «Фаберже: Ювелір імператорського двору» (25 листопада 2020 - 14 березня 2021) було виставлено низку підробок, зокрема п'ять яєць, з метою "легітимізації підробок і підвищення їхньої ринкової вартості шляхом експонування в Ермітажі". Скандал підхопила міжнародна преса.
Щодо цих яєць Геза фон Габсбург розповів BBC: "Судячи з фотографій та описів, опублікованих в Інтернеті, всі так звані "віднайдені імператорські яйця Фаберже" з музею в Баден-Бадені, представлені на цій виставці, на мою думку, є підробками". Деякі інші експерти Фаберже, такі як Александр фон Солодков та Улла Тілландер-Годенхільм, також сумнівалися в автентичності.
Фон Габсбург також висловився в інтерв'ю The Art Newspaper: "Те, що написав Ружников, на мою думку і на думку багатьох моїх колег, є правильним". "Для музею незвично виставляти предмети, які не мають походження або наукових досліджень, які б підтверджували їхню автентичність".
Щонайменше 65 з 91 виставленого предмета Фаберже походять з приватних музеїв двох пов'язаних між собою російських колекціонерів: Музею Фаберже в Баден-Бадені (46 предметів), Російського національного музею в Москві (11), обидва пов'язані з Олександром Івановим, і Музею християнської культури в Санкт-Петербурзі (8), пов'язаного з Костянтином Голощаповим, який також фігурує (разом з Івановим) як співзасновник приватної компанії з обмеженою відповідальністю "Музей Фаберже ГмбХ" (Fabergé Museum GmbH), що є власником музею у Баден-Бадені в січні 2008 р.  На думку вищезгаданого арт-дилера, близько 40% з 91 експонованого твору Фаберже були підробленими.
Після скандалу в Ермітажі в дослідницькій статті, опублікованій у лютому 2021 року на BBC, серед іншої інформації з'ясувалося, що наприкінці 1990-х Іванову дозволили вивчати та фотографувати твори Фаберже, які зберігаються в Мінералогічному музеї імені Ферсмана в Москві.
Невдовзі після цього в колекції Іванова, яка також включає автентичні твори Фаберже, з'явилися предмети, схожі на ті, що знаходяться в Музеї Ферсмана. Він стверджував, що володіє оригіналами, але Музеї Кремля підтвердили, що визнані експертами оригінали знаходяться в Музеї Ферсмана. Однак, дуже схожі на ті, що знаходяться в музеї Ферсмана, були виставлені в Ермітажі як справжні, як, наприклад, різьблена кам'яна фігурка "Солдат запасу" (1915). Головний зберігач Ферсмана Михайло Генералов сказав ВВС, що вважає цю фігурку копією, зробленою "настільки ганебно, що соромно за Фаберже". Він також заявив, що музей надіслав лист до Ермітажу, в якому виклав свої занепокоєння та позицію щодо оригінальності цього предмета, але не отримав відповіді по суті.
У цьому листі, адресованому Піотровському, директор Музею Ферсмана Павло Плечов прокоментував:
Ми також зазначаємо, що експонати з Російського національного музею та Музею Фаберже в Баден-Бадені — на основі робіт Фаберже в Мінералогічному музеї — регулярно з'являлися на виставках протягом останніх двадцяти років. Зокрема, "Криголам" та "Імператорське яйце  "Сузір'я". Ці предмети з'являються на виставках відтоді, як Олександр Іванов (засновник Російського національного музею) отримав дозвіл на фотографування творів Фаберже та інших матеріалів у Мінералогічному музеї в 1999 році нібито для ілюстрації своєї книги "Невідомий Фаберже" (опублікована в 2002 році).
Кілька творів із суперечливої виставки в Ермітажі раніше були показані в Новоєрусалимському державному музеї історії та мистецтва в Істрі, під Москвою, з 15 грудня 2018 року по 24 березня 2019 року..

## Інші імена
Серед інших відомих імен — Наум Ніколаєвський, його зять Василь Коноваленко та Едуард Зінгер. Починаючи з 1960-х років у Росії (за радянських часів) вони спеціалізувалися на продажу справжніх емальованих виробів, з яких видаляли старі клейма і замінювали їх на клейма Фаберже, але найбільшого успіху їм принесли різьблені з каменю фігурки людей і тварин, які потрапили на західний ринок.
Серед інших російських різьбярів по каменю — Михайло Монастирський, Юрій Топтунов та Олександр Соломонович Левенталь.

## Зовнішні посилання
- Фоксберг: Майстри фальсифікатори. Лекція Гези фон Габсбурга. Монреальський музей образотворчих мистецтв
- Відео з Андре Ружніковим, арт-дилером, який розкрив скандал із Hermitage Fabergé. CBS News
- Відео з виставки Фаберже, на якому показано 5 фальшивих яєць, ідентифікованих Ружніковим, разом із справжнім, так званим Ротшильда. Ермітаж
- Те саме